# Vezzani
Vezzani (korsisch Vizzani) ist eine Gemeinde mit 269 Einwohnern (Stand 1. Januar 2022) im Département Haute-Corse auf der französischen Insel Korsika. Sie ist die Partnergemeinde von San Ignacio de Sabaneta in der Provinz Santiago Rodríguez der Dominikanischen Republik.

## Geografie
Vezzani liegt auf einer Höhe von 765 Metern über dem Meeresspiegel über dem Tal des Tagnone im Wald von Rospa-Sorba 50 Kilometer nordöstlich von Ajaccio, der Hauptstadt der Region Korsika. Die Ortschaft ist von den Nachbargemeinden Pietroso, Rospigliani und Muracciole umgeben. Das Gemeindegebiet hat eine Fläche von 46,32 Quadratkilometern. Der Tagnone ist ein Nebenfluss des Tavignano mit einer Länge von 35,3 Kilometern und entspringt in Vezzani.

## Bevölkerungsentwicklung
| Jahr      | 1962 | 1968 | 1975 | 1982 | 1990 | 1999 | 2009 | 2016 |
| --------- | ---- | ---- | ---- | ---- | ---- | ---- | ---- | ---- |
| Einwohner | 408  | 451  | 408  | 412  | 336  | 300  | 323  | 281  |

## Kultur und Sehenswürdigkeiten

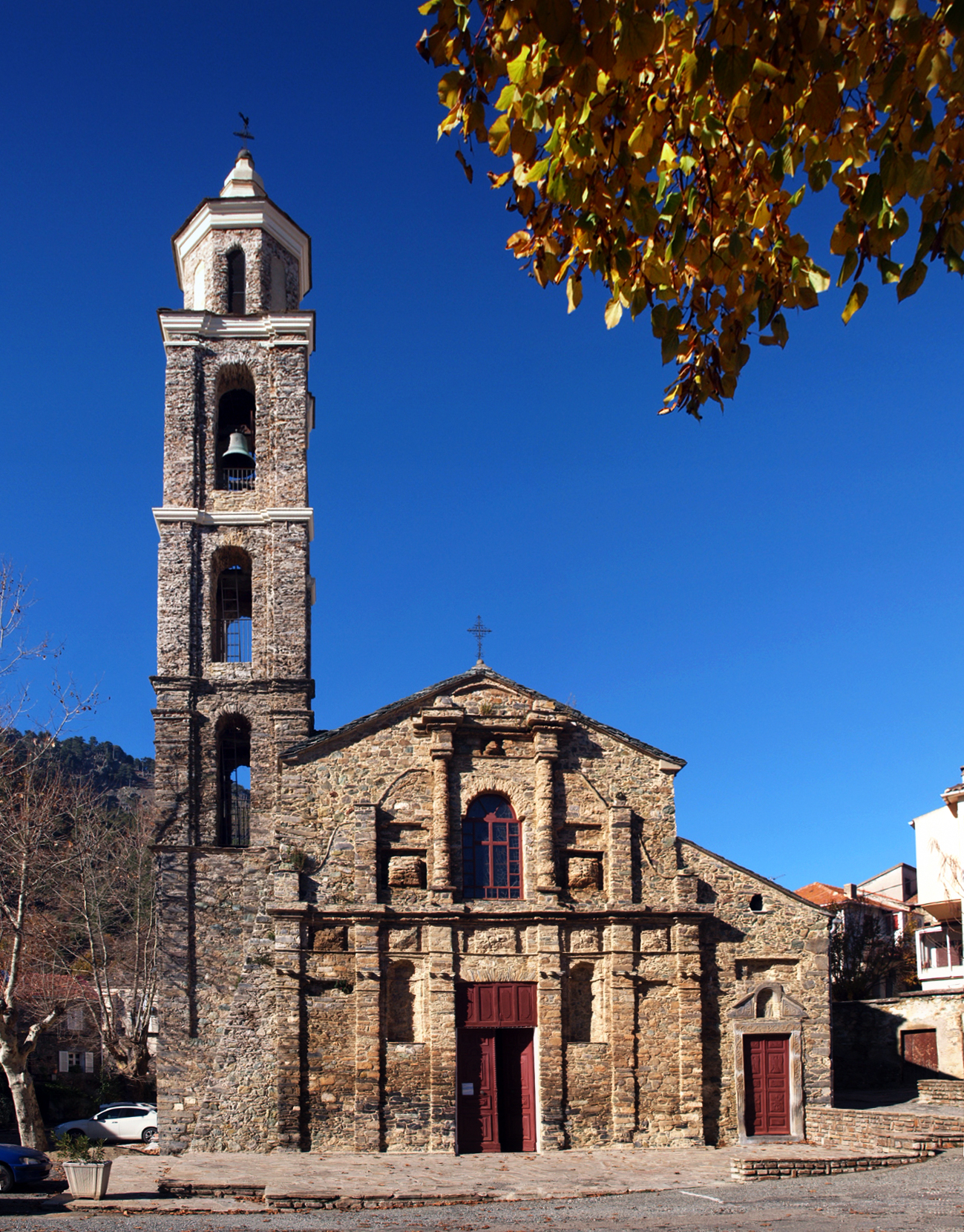
Kirche in Vezzani

Am 9. und 10. August findet jedes Jahr das Fest du bois et de la forêt (‚des Holzes und des Waldes‘) statt. Dabei verkehrt ein Touristenzug zwischen Vezzani und dem Wald. Handwerker und Künstler von ganz Korsika stellen Werke zum Thema Holz aus.
Im ehemaligen Lavoir von Vezzani wurde ein Museum eingerichtet, in dem antike Werkzeuge ausgestellt werden.
Der Brunnen der Drei Grazien wurde 1867 vom Kunstgießer Jean-Jacques Ducel aus Gusseisen gefertigt. Das Motiv der drei Grazien stellt die „eheliche Treue im antiken Rom“ dar. Der Brunnen wurde nach einem Werk des Bildhauers Germain Pilon (1535–1590) gestaltet, das sich seit 1817 im Louvre befindet.
Die Église de l’Annonciation (‚Mariä-Verkündigung-Kirche‘) hatte 1589 den Status einer Pieve. Damals war es noch ein Gebäude im romanischen Stil, heute ist es ein klassizistisches Bauwerk, auch wenn die Fassade noch einige barocke Elemente zeigt.

## Wirtschaft
Der Kupferbergbau in Vezzani lag teilweise auf dem Gebiet der Nachbargemeinden Noceta, Pietroso und Rospigliani. 1795 fand ein Ingenieur einen Gang Arsenopyrit in Vezzani. Erst 1857 wurde die erste Erlaubnis zur Untersuchung der Fundstelle gegeben. 1891 wurde eine erneute Erlaubnis für Grabungen erteilt, die Arbeiten erfolgten daraufhin im Jahr 1892. 1895 verkauften die Entdecker ihre Rechte an ein Bankhaus in Bastia. 1897 wurde die Minengesellschaft mines de Tama-Vezzani gegründet. Die Abbaurechte umfassten ein Gebiet von 1842 Hektar. 1898 wurden über 300 Tonnen Arsenopyrit gefördert und nach England verschifft. Mit Ausbruch des Ersten Weltkriegs (1914–1918) wurde der Abbau gestoppt. 1925 wurden die Arbeiten etwa ein Jahr lang wieder aufgenommen, danach wurde die Mine verlassen. Insgesamt wurden 5500 Tonnen Erz gefördert, 4000 Tonnen wurden nach England exportiert. Die Konzession wurde 1965 aufgehoben.
Ein wichtiger Erwerbszweig in Vezzani ist die Forstwirtschaft, der Verkauf von Piniensamen und Holz.